# غيري غرافل
غيري غرافل (بالإنجليزية: Geary Gravel)‏ (1951)؛ روائي أمريكي.